# Gene Milford
Gene Milford (ur. 19 stycznia 1902 w Lamar, zm. 23 grudnia 1991 w Santa Monica) – amerykański montażysta filmowy. Dwukrotny laureat Oscara za najlepszy montaż do filmów: Zagubiony horyzont (1937) Franka Capry i Na nabrzeżach (1954) Elii Kazana. Był także nominowany do tej nagrody za montaż do filmu Noc miłości (1934) Victora Schertzingera.
Stały współpracownik reżysera Elii Kazana, dla którego zmontował również filmy Baby Doll (1956), Twarz w tłumie (1957) i Wiosenna bujność traw (1961). Pracował też m.in. dla J. Lee Thompsona (Taras Bulba, 1962), Arthura Penna (Obława, 1966) i Terence'a Younga (Doczekać zmroku, 1967).